# Loma Larga, Santa María Chilchotla
Loma Larga är en ort i Mexiko.   Den ligger i kommunen Santa María Chilchotla och delstaten Oaxaca, i den sydöstra delen av landet, 290 km sydost om huvudstaden Mexico City. Loma Larga ligger 320 meter över havet och antalet invånare är 155.
Terrängen runt Loma Larga är kuperad österut, men västerut är den bergig. Runt Loma Larga är det ganska tätbefolkat, med 65 invånare per kvadratkilometer. Närmaste större samhälle är Huautla de Jiménez, 19,7 km sydväst om Loma Larga. I omgivningarna runt Loma Larga växer i huvudsak städsegrön lövskog.